# کتابخانه شهرستان هنپین
کتابخانه شهرستان هنپین (به انگلیسی: Hennepin County Library) تأسیس ۱۸۸۵ نام یک سامانه کتابخانه‌ای بزرگ در ایالات متحده آمریکا است. این موسسه در مینیاپلیس قرار دارد.
سیستم کتابخانه این موسسه با بیش از 4,927,693 عنوان کتاب در زمره بزرگترین مراکز کتابخانه‌ای کشور آمریکا محسوب می‌شود. 
شعبه مرکزی این کتابخانه توسط سزار پلی طراحی گردیده است.